# Marcijan Ravenski
Sveti Marcijan Ravenski (? - oko 127.) je kršćanski svetac. 

## Životopis
Bio je biskup grada Ravene, četvrtim otkako se ondje uspostavila biskupija, u razdoblju od oko 112. do 127. godine. U Raveni je poznat i kao sveti Marijan (San Mariano). Proglašen je svetim, a spomendan mu je 22. svibnja.
Neki autori poistovjećuju svetog Marcijana Ravenskog sa svetim Marcijanom Tortonskim, koji se slavi 6. ožujka.